# Echinax bosmansi
Echinax bosmansi là một loài nhện trong họ Corinnidae.
Loài này thuộc chi Echinax. Echinax bosmansi được Christa L. Deeleman-Reinhold miêu tả năm 1995.